# Armand-Emmanuel Trial
Armand Emmanuel Trial (París, 1 de març de 1771 - 9 de setembre de 1803) fou un compositor francès i era nebot del també compositor Jean-Claude.
Dotat de grans disposicions per la música, als disset anys estrenà amb èxit l'òpera Julien et Colette, a la qual seguiren:
- Adelaide et Mirval, (1791);
- Les deux petits aveugles, (1792);
- Cécile et Julien, (1793);
- Les causes et les éffets, (1749);

En els últims temps de la seva vida s'entregà per complet al vici i morí només amb 32 anys.